# Jane Russell
Ernestine Jane Geraldine Russell (ur. 21 czerwca 1921 w Bemidji, zm. 28 lutego 2011 w Santa Maria) – amerykańska aktorka.

## Życiorys

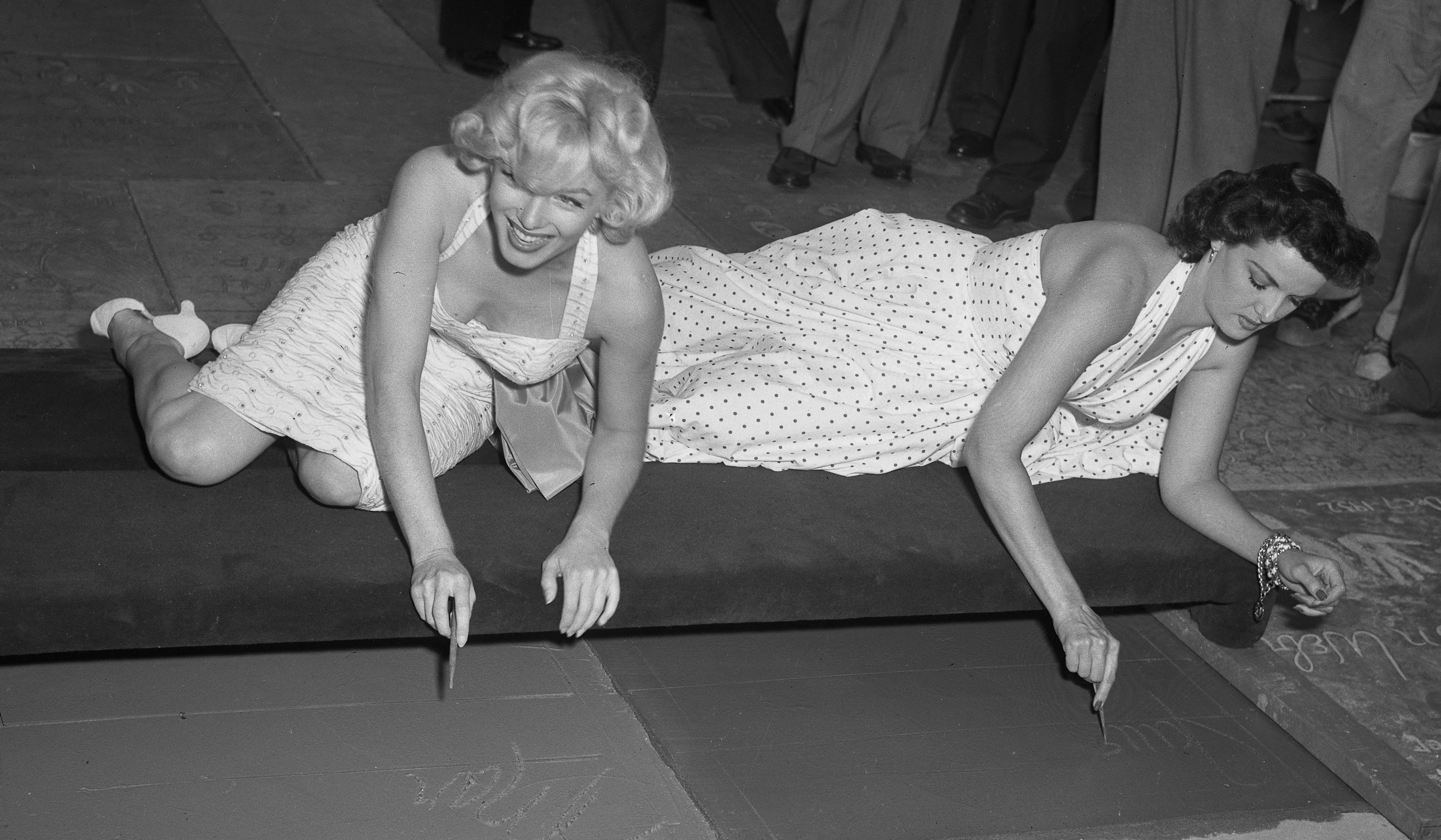
Marilyn Monroe i Russell przed Grauman’s Chinese Theatre (1953)

Była jedyną córką i najstarszym dzieckiem spośród pięciorga dzieci Roya Williama Russella (1890–1937) i Geraldine Jacobi (1891–1986).
Rodzice pochodzili z Dakoty Północnej. Obaj dziadkowie i jedna babka pochodzili z Kanady, tylko matka ojca przyjechała z Niemiec. Rodzice pobrali się w 1917. Ojciec był porucznikiem amerykańskiej armii, a matka aktorką teatru wędrownego. Kiedy Jane była mała, przenieśli się na jakiś czas do Kanady, a potem do San Fernando Valley w południowej Kalifornii i w 1930 zamieszkali w Burbank. Ojciec pracował jako kierownik biura w fabryce mydła. Rodzinie powodziło się na tyle dobrze, że matka mogła zapisać córkę na lekcje gry na pianinie. Oprócz muzyki interesowała się teatrem i brała udział w szkolnych przedstawieniach. Po śmierci ojca zaczęła pracować jako recepcjonistka oraz modelka pozująca do fotografii, aby pomóc matce i uczyć się w szkole teatralnej.
Jako aktorka „odkryta” została przez milionera Howarda Hughesa, który w 1943 obsadził ją w swoim westernie Wyjęty spod prawa (The Outlaw). Jej najsłynniejszą rolą była kreacja w filmie Mężczyźni wolą blondynki (Gentlemen Prefer Blondes) z 1953 roku, gdzie jako brunetka o zmysłowej urodzie znakomicie wypadła w opozycji do Marilyn Monroe.
Przed śmiercią mieszkała w Santa Maria Valley wzdłuż Central Coast of California. Zmarła w wyniku choroby układu oddechowego.

## Filmografia
- 1943 Wyjęty spod prawa
- 1943 Młoda wdowa jako Joan Kenwood
- 1948 Blada twarz jako Calamity Jane
- 1948 Double Dynamite jako Mildred ‘Mibs’ Goodhue
- 1951 Jego typ kobiety jako Lenore Brent/Liz Brady
- 1951 Son of Paleface jako Mike ‘The Torch’ Delroy
- 1952 The Las Vegas Story jako Linda Rollins
- 1952 Montana Belle jako Belle Starr
- 1952 Makao jako Julie Benson
- 1952 Mężczyźni wolą blondynki jako Dorothy Shaw
- 1953 Francuska linia jako Mary ‘Mame’ Carson
- 1954 Jak ślub, to tylko z brunetką jako Bonnie Jones / Mimi Jones
- 1955 Foxfire jako Amanda Lawrence
- 1955 Dwaj z Teksasu jako Nella Turner
- 1955 The Revolt of Mamie Stover jako Mamie Stover
- 1956 Gorąca krew jako Annie Caldash
- 1956 The Fuzzy Pink Nightgown jako Laurel Stevens
- 1957 Johnny Reno jako Nona Williams
- 1966 Waco jako Jill Stone
- 1966 Straceńcy jako pani Shoan